# 제천 스포츠센터 화재
제천 스포츠센터 화재는 2017년 12월 21일 15시 53분에 충청북도 제천시 하소동에 있는 노블휘트니스앤스파 스포츠센터 지상층 두손사우나헬스((구) 두손스포리움)에서 일어난 화재이다.

## 경과
2017년 12월 21일 15시 53분 충청북도 제천시 하소동 9층짜리 스포츠센터 주차장에 있는 천장에서 화재가 발생했다. 제천소방서 소속 출동대가 16시에 도착했으나, 1층의 차량과 LP가스통의 폭발 위험성 때문에 접근하지 못하다가 16시 30분에 내부로 진입하였다. 이 사고로 29명이 사망하고, 36명이 부상을 입어 치료를 받았다.
15시 53분에 신고를 받은 제천소방서는 16시에 현장에 도착해 16시 5분에 대응 1단계를, 17시 20분에 대응 2단계를 발령해 소방인력을 동원하였다. 대한민국 소방청은 17시 9분에 중앙사고수습본부와 중앙긴급구조통제단을 가동했으며, 제천시는 17시 40분에 지역재난대책본부를 설치해 재난에 대응하였다. 문재인 대통령은 18시 20분에 김부겸 행정안전부 장관을 중심으로 신속히 화재를 진압하고 인명을 구조하라는 등의 지시를 내렸다. 김부겸 행정안전부 장관은 17시 42분에 상황판단을 위한 회의를 진행한 다음 19시 40분에 사고 현장에 도착했으며, 20시 30분에 범정부현장대책지원단이 가동되었다.
건물주는 소화전을 이용해 화재를 진압하려 했지만 실패하고 건물 내로 진입해 사람들을 대피시켰다. 그러나 여자 사우나에는 알몸의 여성들이 있을 것을 우려해 내부로 진입하지 않고 문 밖에서 소리만 질렀다.

## 원인
1층 주차장의 배관에 열선을 설치하는 작업을 하던 도중 천장 구조물에 불이 옮겨붙었고 불이 옮겨붙은 천장 구조물이 차량으로 떨어져 연소가 확대되었다. 또한 2층 여성용 목욕탕에는 비상구가 창고처럼 활용되었으며, 대피를 유도한 직원도 없었으며, 주 출입구도 고장나 피해가 증가하였다.

### 초기 대응 문제
화재 발생 직후 제천소방서 출동대가 제대로 대처하지 못했다는 지적이 있다. 비상구로 사람들이 탈출했으나 소방대원들은 비상구로 접근하지 않았다. 또한 2층 통유리 창문을 통한 진입을 시도하지 않았으며, 출동한 굴절차도 제대로 설치되지 않았다. 충북소방본부장은 브리핑에서 유리창을 깨지 못한 이유는 당시 제천소방서 구조대는 먼저 발생한 다른 현장에 출동해 인력이 부족했고, 1층 화재를 진압해야 2층으로 진입할 수 있다고 판단했으며, 불법 주차 차량으로 인해 굴절차를 전개할 수 없었다고 밝혔다. 또한 광역지방자치단체의 의지가 부족해 초래한 소방장비와 인력부족이 재난을 키웠다는 지적도 존재한다.

### 건물의 문제
건물이 필로티 구조로 건축되어 1층 주차장에 화재가 발생하면 주입구로 탈출할 수 없어 인명구조가 힘들었다는 지적이 있다. 건물의 외장재를 드라이비트 재질로 하여 화재가 외벽의 스티로폼을 타고 급속도로 번졌다는 주장도 제기되었다. 또한 소방시설관리업체에서 진행한 소방안전점검에서 자동화재탐지설비가 제대로 작동하지 않았다는 지적이 있으며 스프링클러의 알람밸브가 잠겨 스프링클러가 작동하지 않았다. 또한 정전에 이은 비상전원 공급이 아니 되었고, 여자 사우나의 출입문이 제대로 작동하지 않았으며, 비상구가 창고로 이용되는 등 탈출이 용이하지 않았다. 또한 이 건물은 7층짜리로 되어 있는 것을, 9층으로 테라스를 불법으로 증축한것은 물론, 옥상 기계실을 주거용도로 불법으로 사용한 문제도 있다.

### 비상전원 상실의 문제
화재 발생 초기에 정전되었는데, 비상전원이 공급되지 않아 피해가 확대되었다. 이 건물은 지하층 포함 7층이상이고, 연면적 2,000 m2이어서 비상전원 설치대상이다. 비상전원을 공급하는 비상발전기가 작동하지 않은 것은 주로 제어장치 고장이거나 용량 결함에 기인한다. 제어장치는 민감한 전기,전자회로로 구성되어 있어서 기간이 경과되면 고유의 성능과 설치 환경에 따라 시효열화(materials degradation) 현상으로 미작동이 초래된다. 용량결함은 소방, 비상 겸용 단일용량 발전기의 경우에 화재시의 소방전원 보존을 위한 제어장치 미비에 따라 용량 초과에 의해 운전이 중단된다. 지하실 침수로 인해 비상전원 미공급 원인 파악이 되지 못한 채 문제점이 덮힌 것으로 알려졌다. 비상전원은 화재 조사시 전문성 취약부분이기도 하여 관심대상이 되지 못하거나 원인규명에 이르지 못하는 사례가 많은 실정이다.

## 조사
소방합동조사단은 2018년 1월 11일 최종브리핑을 열어 현장 지휘관들이 상황 수집과 전달에 소홀했고 소방본부 상황실은 2층에 다수의 요구조자가 있음을 출동대에 적절히 전파하지 않은 책임을 물어 이일 충북소방본부장을 직위해제하고 김익수 소방본부 상황실장, 이상민 제천소방서장, 김종희 제천소방서 지휘조사팀장을 중징계 요구했다. 오랜 법정 규명과 판단에 의해 이일 소방본부장 등에 내려졌던 징계는 무책사유로 확인되어 해지되었다.

## 논란

### 소방점검
소방시설 유지 및 안전관리는 건물주의 자체점검에 맡기고 이들 관리를 제대로 이행하고 있는지에 대해서 총 소방대상물의 5% 범위 내에서 소방공무원이 표본조사를 하는 소방특별조사 체제로 변경한 2012년부터 소방점검에 있어서 민간위탁이 실시되면서 화재사고가 있었던 건물도 현재의 건물주가 건물을 인수하기 전까지 건물주의 아들이 소방점검을 했다.

### 정부의 대응

#### 사고 대처
2017년 12월 22일 문재인 대통령이 현장을 방문하자 감정적으로 격앙돼 있던 일부 유가족은 대선 구호였던 '사람이 먼저다'를 상기시키면서 "이번에 사람이고 뭐고 없었다"며 분노했고 "정부가 이런 식으로 대처하는 게 한두 번이냐", "초기대응만 잘했어도 사람이 이렇게 많이 죽지는 않았을 것"이라며 "세월호 이후에는 좀 나아지는가 했는데 안전 시스템이 나아진 것이 없다"는 것도 지적했다. 또한 세월호 사고에 빗대 화재 발생 2시간이 넘어서야 수습하라 지시했던 것을 비판했고 5시 20분까지 생존한 희생자들과 통화한 유족들이 있었다면서, 4시 7분에 전화했을 때 지령이 내려지고 지침대로 했다면 인명 피해가 적었을 것이라 주장했다.
사고 당일 자유한국당 장제원 수석대변인은 "대형 화재가 발생한 상황에서 소방 당국의 초동 대응이 미흡했다는 언론보도가 있었다"고 지적했고 하루 뒤 페이스북으로 "당국과 정부의 무능은 계절이 바뀔 때마다 국민들을 참사에 무방비로 노출된 안전 사각지대에 살아가게 내밀고 있다"고 비판했다. 한편 23일 홍준표 대표는 "세월호 참사를 이용해 정권을 잡은 세력들이 세월호보다 더 잘못 대응해 사상자를 키웠다"며 정부를 비판했다. 24일 장제원 수석대변인은 논평에서 희생자 장례식장을 찾아 울먹이며 유가족을 위로했다는 청와대 대변인 글에 대해 "대형 참사 앞에서 대통령이 해야할 일이 겨우 울먹이는 것이냐"라며 반문했다. 같은 날 김성태 원내대표는 참사 현장을 찾아 기자들과 만나 "초동조치를 분명히 잘못했다"면서 소방당국의 책임론을 제기했다. 25일 홍준표 대표는 "정치보복과 정권을 잡았다고 축제하는데 바빠 소방점검·재난점검을 전혀 안 했을 것"이라며 비판했다.
2017년 12월 22일 추미애 더불어민주당 대표는 이날 최고위원회의에서 “미숙한 소방행정을 고스란히 드러냈다”며 “사고 발생과 사고에 대한 태도 등 모든 게 지극히 후진적”이라 비판했고 우원식 원내대표도 "초기 대응에 큰 문제가 있었다"며 "후진적 상황에 놀라울 따름"이며 "어떤 인재가 더 있는지 철저한 진상 규명이 필요하다"고 주장했다.
2017년 12월 23일 국민의당 이행자 대변인은 논평에서 "문재인정부는 말로만 ‘안전, 안전’ 하지 말고, 대한민국 안전시스템을 근본적으로 바꿔 처음부터 다시 시작하라."고 밝혔다.

### 참사 희화화
문화체육관광부 산하 한국정책방송원(KTV) 국민방송이 '이니 특별전'이라는 홈쇼핑 형식으로 문재인의 화재 참사 방문 소식을 보도하자 바른정당은 권성주 대변인 논평을 통해 "애도와 추도의 분위기 대신 '이니' 띄우기에 혈안이다. 미쳐도 단단히 미쳤다."며, 유가족 모독에 대한 진실된 사과를 요구했고 오신환 원내대표도 서울 여의도 당사에서 국회의원-원외위원장 연석회의에서 "참사를 '이니 특별전'으로 홈쇼핑 방송하는 나라가 됐다."며 "정부 소유 방송이 국민들의 아픔과 참사 현장을 정책 홍보에 악용하는 나쁜 선례를 남겼다."고 언급하며 충격적인 반응을 보였다.
국민의당 장진영 최고위원도 최고위원회의에서 "국민의 억울한 죽음을 홈쇼핑이라는 이름을 내걸고 내보냈다."고 지적하며, "문재인 정부의 쇼통이 도를 넘었다."고 비판하였다. 자유한국당 신보라 원내대변인은 논평을 통해 "재난 참사 희생자를 이용한 대통령의 '쇼통 홍보'가 가관이다."라며, "국민 세금으로 운영되는 방송이 대통령 칭송 매체로 전락한 만큼 문재인 대통령이 고개 숙여 사과해야 한다."고 밝혔다. 만화가 윤서인은 참사를 홈쇼핑 방송 형식으로 보도한 국민방송에 대해 "이 악마들아"라며 분개했다. 한편 보도가 논란이 되자 국민방송이 짧은 사과 방송을 했지만 무성의하다는 비판을 받았으며, 결국 '이니특별전'을 폐지하고 책임자를 징계한다 밝혔다.

### 골든타임 확보 실패 논란
희생자들을 살릴 수 있었음에도 불구하고 소방당국이 골든타임을 놓쳐 피해가 커졌다는 논란이 제기되었다.

#### 희생자 4시간 생존 가능성 논란
유족들 가운데서 화재 발생 4시간 뒤에도 전화 통화가 이뤄졌다는 주장이 나와 논란이 되었다. 소방당국은 희생자들이 대부분 유독가스를 흡입해 화재 초기에 사망했을 것으로 보았으나, 불이 난 뒤 꽤 오랜 시간이 지난 뒤에도 희생자와 통화했다는 증언이 잇따라 나왔다. 이에 유족들은 소방당국이 구조 골든타임을 놓쳤다고 비판하였다.

#### 소방당국의 18분 교신 먹통 논란
화재 당시 119 신고 통화 및 소방대 무선교신 녹취록을 공개하였으나 의문 투성이라는 주장이 제기되었다. 당시 소방당국이 신고를 받아 알게 된 현장 정보를 구조에 나선 소방대원들과 제대로 공유하지 않아 피해를 키웠다는 의혹이 일었다.
1월 4일 제천 화재 참사 유족대책위원회가 공개한 지난 21일 화재 발생 당시 소방대의 무선교신 녹취록을 보면 오후 4시 2분부터 20분까지 18분간의 교신 내용이 없다. 또한 가장 많은 20명의 희생자가 난 2층 여성 사우나 관련 정보는 이후 이어진 화재 현장 무선교신 내용에서도 일절 언급되지 않았다. 이에 상황실과 현장의 정보 공유가 제대로 이뤄졌는지 의혹이 제기되었다.
현장에서도 정보 공유가 제대로 이루어지지 않았다는 의혹이 제기되었다. 당시 구조대장은 "2층 구조와 관련된 무전을 받지 못했다"며 "2층에 대한 정보를 들었다면 당연히 그리로 향했을 것"이라고 증언하였다.
유족들은 소방합동조사단에 무전 녹취록을 보전 신청하였고, '골든타임'을 놓친 소방당국의 구조 체계의 문제점을 지적하며 진실 규명을 촉구하였다.

### 휴대폰 실종 의혹
화재 희생자들은 화재 발생 후 사망 직전까지 1시간 넘게 가족들과 '살려달라'는 통화를 나눈 것으로 알려졌다. 그런데 2층 여탕에서 질식사해 숨진 희생자 20여명의 유족들을 중심으로 '당국으로부터 넘겨받은 사망자 유류품에서 휴대폰만 없다'고 주장하여 논란이 일었다. 사물함에 있던 고인의 유류품 중에서 멀쩡히 돌려받은 고인의 가방이나 옷과는 달리, 유독 통화 기록이나 사진 등 중요단서가 담겨있을 것으로 보이는 휴대전화가 대거 빠졌다는 것이 이상하다고 유족들은 주장하였다.

### 소방력 부족 문제
제천소방서 중앙119안전센터의 화재진압요원은 30명으로, 3교대 근무를 한다. 구조대원도 12명에 그쳐 4명이 3교대로 근무하며, 이번 화재 현장에도 구조대원이 먼저 발생한 고드름 제거 현장에 출동했다가 화재 현장에 신고 후 20분만에 도착하였다. 인원이 부족해 장비 관리도 부실해져 화재 진압 장비의 관리가 되지 않아 화재 및 구조 작전에 장애가 발생했다는 점도 논란이 되었다.

### 119 녹취록 공개 논란
화재 당시 119에 접수된 신고내용의 녹취록이 공개되면서 초동대처 논란이 더욱 커지고 있다. 첫 신고 시간인 오후 3시 53분부터 1시간 동안 이뤄진 신고는 모두 32건. 녹취록에 따르면 출동한 소방대는 현장 도착 전 이미 ‘2층 사우나(여탕)에 10명 이상이 고립돼 있다’는 정보를 상황실로부터 무전과 전화로 확인했다. 제천소방서 상황실은 통화를 하면서 현장에는 “구조대 빨리 2층으로, 여자 여자 2층”이라고 지령을 보냈다. 하지만 1분 뒤 현장에 도착한 소방대는 건물 옆 액화석유가스(LPG) 탱크에 물을 뿌릴 뿐 2층에 진입하지 않았다는 점이 논란이 되었다.

### 진화우선 vs 구조우선 논란
12월 23일 현장 감식에 참여한 유족 측은 기자회견을 열어 "2층 여탕과 3층 남탕은 탄 부분이 없었고 다른 층도 그을음이 대부분이었다"면서 "2층 유리만 일찍 깼어도 다 살릴 수 있었다"고 분개하며 구조를 최우선으로 했어야 한다고 주장하였다.
그러나 소방당국은 하루 전 브리핑에서 "1층 주차장 화재 때문에 2층에 진입할 사다리를 설치할 수 없었고, 건물 외벽 등에 매달린 위층 요구조자를 구조하느라 (2층의 여탕) 진입이 늦어진 것"이라고 해명했다. 스포츠센터 건물과 가까이 있던 2t LPG 탱크 폭발 위험도 진입 지연의 이유로 들었다.

## 매체
텔레비전은 KBS 1TV와 SBS TV, JTBC, 채널A, TV CHOSUN, MBN, 연합뉴스TV, YTN 등의 방송사들이 해당 화재 사고 발생과 동시에 방송 중의 정규 프로그램을 일제히 중단하였던 것으로 보였다. 그러나 MBC 같은 경우 문화방송 노조 파업의 여파에 따라 해당 화재 관련의 긴급 특별 방송(속보) 없이 평소와 같은 정규방송만 편성되기도 하였다. 라디오의 경우 KBS 제1라디오와 YTN 라디오의 화재 발생과 동시에 방송하였다. 2017년 포항 지진과 비슷한 사정을 가지고 있는 특색을 둔다. 다만 OBS경인TV의 경우 MBC와 비슷하게 뉴스특보를 내보내지 않고 정규 편성 아래에 제천 사고 소식을 전달한 적이 있다.

## 같이 보기
- 문재인 정부
- 밀양 세종병원 화재
- 인천 세일전자 화재
- 종로 고시원 화재
- 2019년 강원도 산불
- 이천 물류센터 공사장 화재
- 화재안전특별조사